# Sangernboden
Sangernboden ist ein Ort in den Berner Voralpen, der politisch zur Gemeinde Guggisberg gehört. Ende 2007 hatte Sangernboden etwa 300 Einwohner.

## Geografie
Sangernboden liegt im Gantrischgebiet, am Nordufer der Kalten Sense, eines der beiden Quellflüsse der Sense, an der Zufahrtsstrasse zum Gurnigelpass, welcher die freiburgische Gemeinde Plaffeien mit Dürrbach (Weiler der Gemeinde Riggisberg verbindet).

## Ortsentwicklung

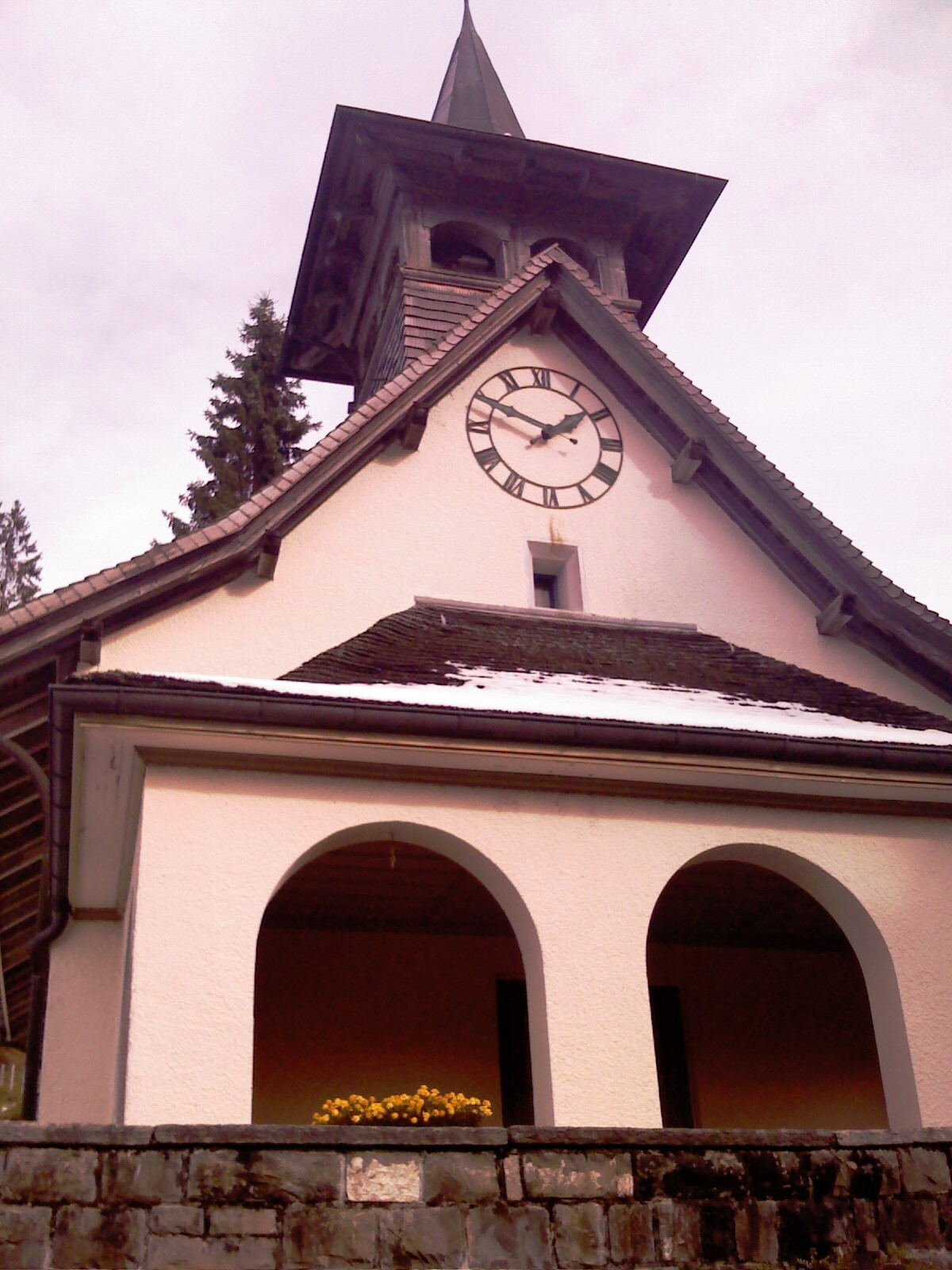
Kirche Sangernboden

Aufgrund der Verarmung der Muttergemeinde Guggisberg Mitte des 19. Jahrhunderts setzte eine starke Abwanderung der Bevölkerung ein. Während Sangernboden zu Beginn des 19. Jahrhunderts noch über 1000 Einwohner zählte, waren es Mitte des 20. Jahrhunderts noch knapp 300. Durch einen bescheidenen Aufschwung dank dem Wander- und Fahrradtourismus setzte dann eine Stabilisierung der Einwohnerzahl ein. Sangernboden besitzt eine eigene reformierte Kirche. Die Dorfschule, in welcher die Kinder von der 1. bis 9. Klasse in Mehrjahrgangsklassen unterrichtet wurden, wurde geschlossen. Das Hotel «Hirschen» im Zentrum des Dorfes bildet in gewissem Sinne den wirtschaftlichen und kulturellen Mittelpunkt des Ortes. Oberhalb von Sangernboden unterhalb der Passhöhe des Gurnigelpasses liegt das Schwefelberg-Bad, das zur Nachbargemeinde Rüschegg gehört.

## Verkehr

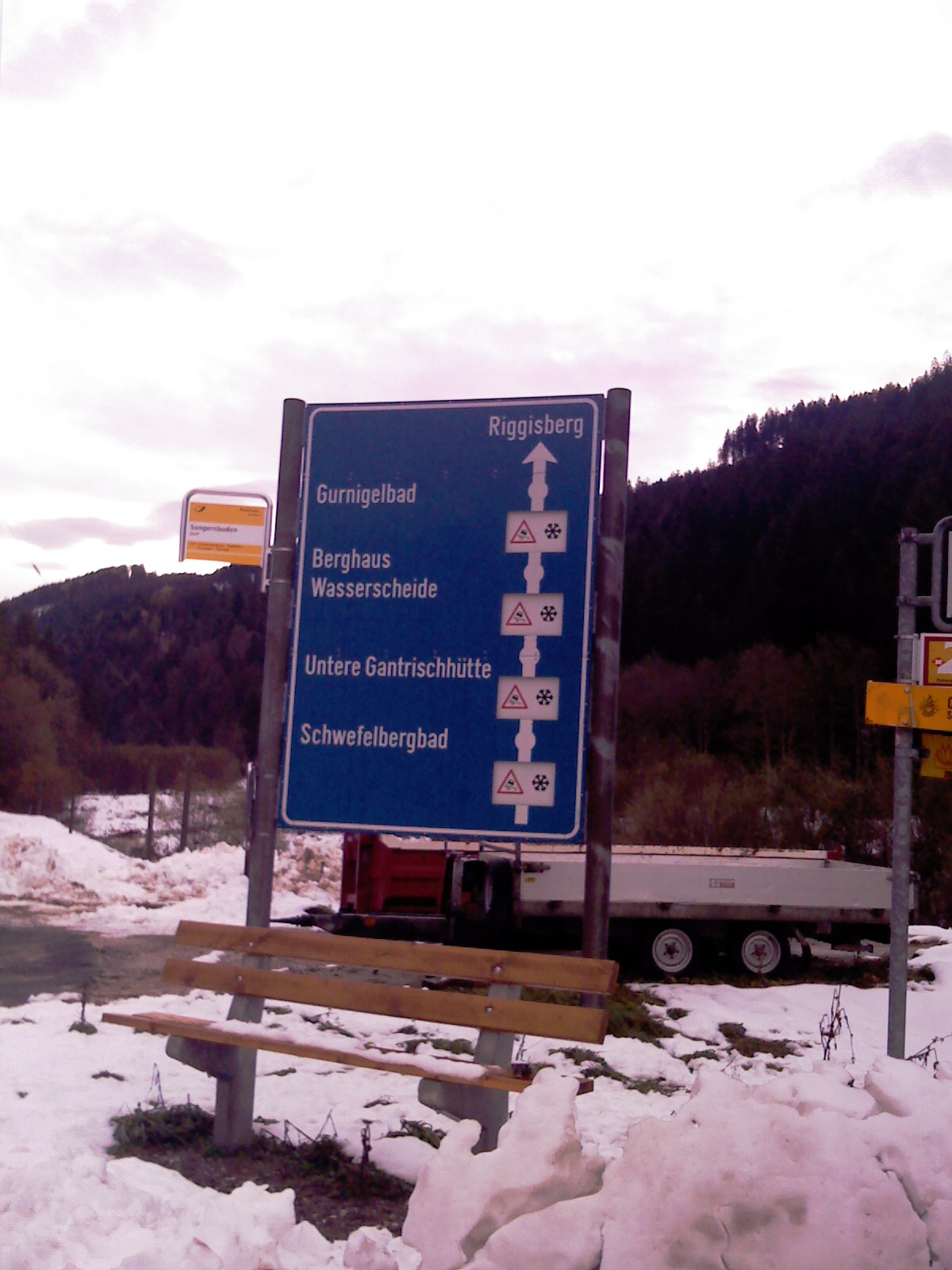
Strassenschild Gurnigelpass

Sangernbodens einzige öffentliche Verkehrsanbindung ist die Postautolinie 323 (Gurnigel-Linie) von Riggisberg über den Gurnigelpass via Sangernboden nach Zollhaus (Plaffeien) und weiter nach Schwarzenburg, wobei auf dieser Strecke täglich gerade vier Kurse verkehren.
Zudem gibt es eine Nebenstrasse, die Sangernboden mit Riffenmatt verbindet.